# Leon Rohde
Leon Rohde (Amburgo, 10 maggio 1995) è un pistard e ciclista su strada tedesco, attivo in formazioni UCI dal 2014 al 2023.

## Palmarès

### Pista
- 2013 (Juniores)

Campionati tedeschi, Inseguimento individuale Junior
Campionati tedeschi, Inseguimento a squadre Junior (con Jasper Frahm, Marcel Franz e Robert Kessler)
- 2014

Campionati europei, Americana Under-23 (con Domenic Weinstein)
Campionati tedeschi, Corsa a punti
- 2015

1ª prova Coppa del mondo 2015-2016, Americana (Cali, con Kersten Thiele)
- 2018

Campionati tedeschi, Scratch
- 2019

3ª prova Coppa del mondo 2019-2020, Inseguimento a squadre (Hong Kong, con Felix Groß, Theo Reinhardt e Domenic Weinstein)
- 2021

1ª prova Coppa delle Nazioni, Inseguimento a squadre (Hong Kong, con Felix Groß, Marco Mathis, Theo Reinhardt e Domenic Weinstein)

### Strada
- 2017 (Development Team Sunweb, una vittoria)

Rund um Düren
- 2018 (Rad-Net Rose Team, una vittoria)

2ª tappa Tour of Fuzhou (Binjiang > Fuzhou)

#### Altri successi
- 2012 (Juniores)

Classifica giovani Driedaagse van Axel
- 2014 (LKT Team Brandenburg)

Classifica giovani Tour de Berlin

## Piazzamenti

### Competizioni mondiali
- Campionati del mondo su pista

Glasgow 2013 - Inseguimento a squadre Junior: 5º
Glasgow 2013 - Inseguimento individuale Junior: 12º
Pruszków 2019 - Inseguimento a squadre: 5º
Pruszków 2019 - Inseguimento individuale: 10º
Berlino 2020 - Inseguimento a squadre: 7º
Saint-Quentin-en-Yvelines 2022 - Inseguimento a squadre: 7º
Saint-Quentin-en-Yvelines 2022 - Inseguimento individuale: 14º
- Giochi olimpici

Tokyo 2020 - Inseguimento a squadre: 6º

### Competizioni continentali
- Campionati europei su pista

Anadia 2012 - Inseguimento a squadre Junior: 3º
Anadia 2014 - Inseguimento individuale Under-23: 9º
Anadia 2014 - Inseguimento a squadre Under-23: 3º
Anadia 2014 - Scratch Under-23: squalificato
Anadia 2014 - Americana Under-23: vincitore
Baie-Mahault 2014 - Scratch: 29º
Baie-Mahault 2014 - Inseguimento a squadre: 2º
Baie-Mahault 2014 - Americana: 4º
Grenchen 2015 - Inseguimento a squadre: 5º
Grenchen 2015 - Americana: 7º
Glasgow 2018 - Inseguimento a squadre: 4º
Glasgow 2018 - Inseguimento individuale: 8º
Apeldoorn 2019 - Inseguimento a squadre: 5º
Apeldoorn 2019 - Corsa a punti: ritirato
Monaco di Baviera 2022 - Inseguimento a squadre: 4º
Grenchen 2023 - Inseguimento a squadre: 6º